# Pavetta montana
Pavetta montana är en måreväxtart som beskrevs av Caspar Georg Carl Reinwardt och Carl Ludwig von Blume. Pavetta montana ingår i släktet Pavetta och familjen måreväxter. Inga underarter finns listade i Catalogue of Life.